# ورلدکال
ورلدکال (انگلیسی: WorldCall) شرکت مخابرات پاکستانی است، که در سال ۱۹۹۶ توسط سلمان تأثیر تأسیس شد.